# Courtney Henggeler
Courtney Healy Henggeler (ur. 11 grudnia 1978 w Phillipsburgu) – amerykańska aktorka, która wystąpiła m.in. w serialu Cobra Kai.

## Filmografia

### Filmy
| Rok  | Tytuł                                       | Rola             | Uwagi   |
| ---- | ------------------------------------------- | ---------------- | ------- |
| 2003 | The Bog Creatures                           | Susan Beth       |         |
| 2005 | The Legacy of Walter Frumm                  | Maid             |         |
| 2009 | Two Dollar Beer                             | Molly            | film TV |
| 2010 | True Love                                   | Alexa            | film TV |
| 2010 | Peas in a Pod                               | Julie            | film TV |
| 2010 | Wing Bitches                                | Courtney         | film TV |
| 2011 | To tylko seks (Friends with Benefits)       | stewardessa      |         |
| 2012 | Hitting the Cycle                           | Samantha         |         |
| 2013 | Kristin’s Christmas Past                    | Sophia           | film TV |
| 2017 | Fixed                                       | Maria            |         |
| 2017 | Feed                                        | Kate             |         |
| 2017 | Escaping Dad                                | Stacy Hanson     | film TV |
| 2018 | Nie ma jak u siostry (Nobody's Fool)        | Hillary          |         |
| 2019 | Pilgrim                                     | Anna             |         |
| 2019 | Do Not Reply                                | Laura            |         |
| 2023 | Ósemka ze sternikiem (The Boys in the Boat) | Hazel Ulbrickson |         |

### Seriale
| Rok              | Tytuł                                    | Rola           | Uwagi          |
| ---------------- | ---------------------------------------- | -------------- | -------------- |
| 2005             | Dr House                                 | Server         | 1 odc.         |
| 2008, 2013, 2018 | Teoria wielkiego podrywu                 | Missy Cooper   | 3 odc.         |
| 2008             | Zabójcze umysły                          | Jenna          | 1 odcinek      |
| 2009             | Roommates                                | Anna           | 1 odc.         |
| 2009             | Agenci NCIS                              | Scorpio Sinn   | 1 odc.         |
| 2009             | Przypadek zgodny z planem                | Dani           | 1 odc.         |
| 2011             | Working Class                            | Rachel         | 3 odc.         |
| 2011             | Happy Endings                            | Andrea         | 1 odc.         |
| 2011             | Melissa i Joey                           | Bianca         | 1 odc.         |
| 2013             | Znowu w grze                             | Keeley         | 1 odc.         |
| 2013–2015        | Mamuśka (Mom)                            | Claudia        | 5 odc.         |
| 2014             | Bananowy doktor (Royal Pains)            | Nancy Conrad   | 1 odc.         |
| 2014             | Franklin & Bash                          | Molly Taylor   | 1 odc.         |
| 2014             | Faking It                                | Robin Booker   | 2 odc.         |
| 2014             | Tajemnice Laury (The Mysteries of Laura) | Nora           | 1 odc.         |
| 2015             | Stitchers                                | Suzanne Parks  | 1 odc.         |
| 2016             | Mary + Jane                              | Mandy          | 1 odc.         |
| 2016             | Niebezpieczny Henryk (Henry Danger)      | Gwen           | 1 odc.         |
| 2016             | Kości                                    | dr Jane Levy   | 1 odc.         |
| 2018             | Jane the Virgin                          | Satchet        | 1 odc.         |
| 2018–2025        | Cobra Kai                                | Amanda LaRusso | w gł. obsadzie |
| 2018             | Pełniejsza chata                         | Renee          | 1 odc.         |
| 2019             | Into the Dark                            | Anna           | 1 odc.         |